# Rubinkindad solfågel
Rubinkindad solfågel (Chalcoparia singalensis) är en vida spridd asiatisk fågel i familjen solfåglar inom ordningen tättingar.

## Utseende och levnadsmiljö
Rubinkindad solfågel är en 11 cm lång solfågel med gul undersida och rostorange strupe. Hanen har metalliskt grön ovansida och rubinröda kinder. Ungfågeln är mer enhetligt gul undertill. Fågeln hittas i öppen skog och skogsbryn.

## Utbredning och systematik
Rubinkindad solfågel placeras som enda art i släktet Chalcoparia. Den delas upp i elva underarter med följande utbredning:
- C. s. assamensis – östra Nepal till Bangladesh, Assam, sydvästra Kina, norra Myanmar och norra Thailand
- C. s. internota – södra Myanmar till södra Thailand (Kranäset)
- C. s. koratensis – högplatån i östra Thailand till Laos och Vietnam
- C. s. interposita – södra thailändska halvön söder om Kranäset
- C. s. singalensis – Malackahalvön från Perak och söderut
- C. s. panopsia – öar utanför västra Sumatra (Banyak, Nias och Tanahmasa)
- C. s. sumatrana – Sumatra och ön Belitung
- C. s. pallida – norra Natunaöarna
- C. s. borneana – Borneo och ön Banggi
- C. s. bantenensis – allra västligaste Java (Bantenregionen)
- C. s. phoenicotis – västcentrala och östra Java

## Status och hot
Arten har ett stort utbredningsområde, men tros minska i antal, dock inte tillräckligt kraftigt för att den ska betraktas som hotad. Internationella naturvårdsunionen IUCN listar arten som livskraftig (LC). Världspopulationen har inte uppskattats men den beskrivs som vanlig i Thailand, Sabah och Indiska subkontinenten, lokalt vanlig i Bangladesh, mycket sällsynt i Nepal och ovanlig på Sumatra.

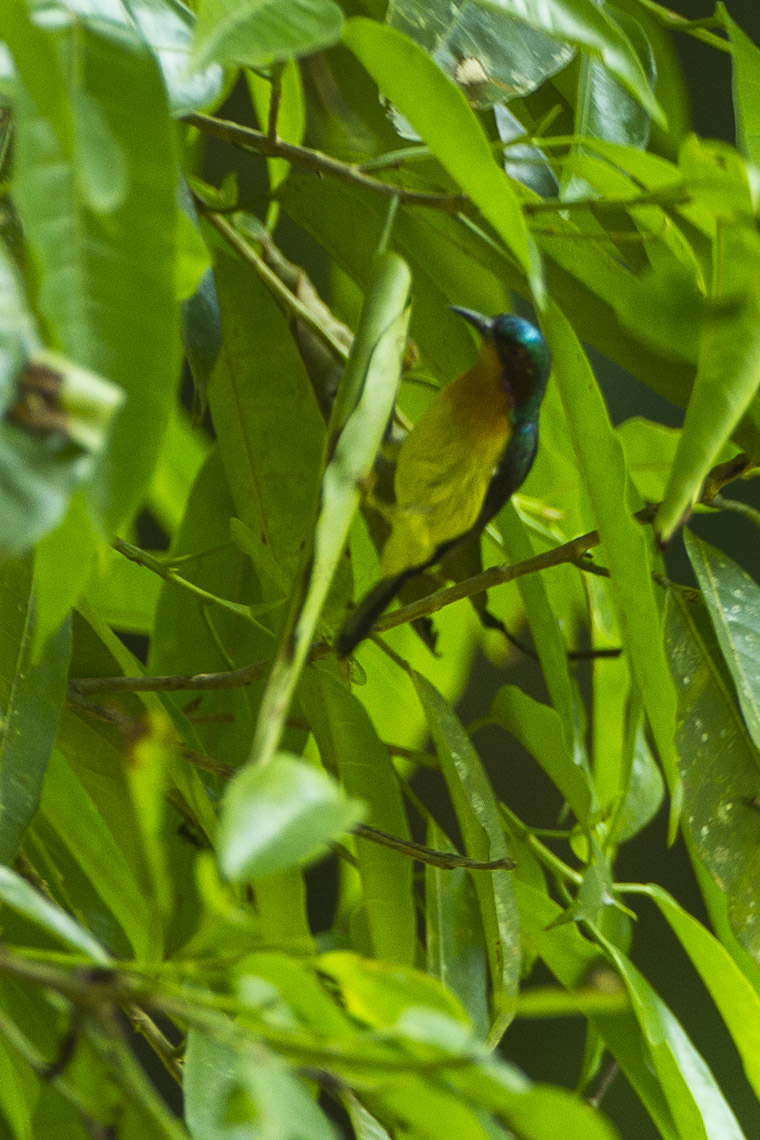